# Liutie
Bai-Kong liutie (chinesisch 白孔六帖, Pinyin Bái-Kǒng liùtiē), auch Bo Kong liutie usw. ist ein unter verschiedenen Namen – oft kurz als Liutie (六帖,  Liùtiē) – bekanntes leishu (Enzyklopädie) mit einer schwer zu überblickenden und langen Historie von der Tang- bis in die Song-Zeit. Es ist auch bekannt als Tang-Song Bai-Kong liutie 唐宋白孔六帖 (etwa: Sechs Posten von Bai (und) Kong aus der Tang- und der Song-Dynastie) und anderen Bezeichnungen bzw. Kürzeln.

## Geschichte
Das Baishi liutie 白氏六帖 (etwa: Herrn Bais sechs Posten) hat dreißig Bücher (juan), es ist auch bekannt als Baishi jingshi shilei liutie 白氏经史事类六帖 (etwa: Herrn Bais kategorisierte Angelegenheiten der konfuzianischen Klassiker und der Geschichtsschreibung in sechs Posten), es wurde von Bai Juyi 白居易 (772–846), einem chinesischen Dichter in der Zeit der Tang-Dynastie geschrieben.
In der Zeit der Song-Dynastie schrieb Kong Chuan 孔传 (12. Jhd.) weitere 30 Bücher (juan), bekannt als Hou liutie 后六帖, d. h. Späteres Liutie. Die beiden Bücher wurden zu einem einzigen zusammengefasst.
Der Aufbau des Buches ist dem des Beitang shuchao leicht ähnlich. Seit der Song-Dynastie sind sowohl Ausgaben mit als auch ohne Kommentar (zhu) in Gebrauch gewesen. Chao Gongwu 晁公武 (1101–1180) behauptete, dass der Kommentar von seinem Urgroßvater geschrieben wurde.
Es ist auch unter den Bezeichnungen Liutie 六帖, kurz für Baishi liutie 白氏六帖, bzw. Baitie 白帖 oder Bai-Kong liutie 白孔六帖 bekannt.
Im Siku quanshu zongmu tiyao, dem annotierten Gesamtkatalog zum Siku quanshu, wird auch das Liutie (六帖) beim Vergleich verschiedener leishu mit dem Chuxue ji erwähnt:

„「在唐人类书中，博不及《艺文类聚》，而精则胜之，若《北堂书钞》及《六帖》，则出此书之下远矣。」
(in ungefährer deutscher Übersetzung:)
Unter den leishu (Enzyklopädien) der Tang-Dynastie ist es [d.h. das Chuxue ji] nicht so reichhaltig (bo) wie das Yiwen leiju, aber in seiner Essenz (jing) besser; Beitang shuchao und Liutie fielen im Vergleich dazu weit ab.“

Viele der in dem Buch enthaltenen Verweise stammen jedoch aus Materialien und Werken, die sonst nicht erhalten sind, sie sind von hohem dokumentarischen Wert. In der chinesischen Textkritik werden sie auch zu Vergleichszwecken häufig herangezogen.